# Hipopotamek karłowaty
Hipopotamek karłowaty, hipopotam karłowaty (Choeropsis liberiensis) – gatunek dużego ssaka roślinożernego, występujący w lasach deszczowych i bagnach zachodniej Afryki (epitet gatunkowy oznacza „z Liberii” – żyje tam większość osobników). Jest samotnikiem prowadzącym nocny tryb życia. Jeden z dwóch żyjących współcześnie gatunków hipopotamowatych, drugim przedstawicielem jest znacznie większy hipopotam nilowy. W porównaniu ze swym większym kuzynem jest słabo poznany.
Hipopotam karłowaty adaptuje się do swojego terytorium. Podobnie jak większy kuzyn, prowadzi wodno-lądowy tryb życia, przebywa w pobliżu wody, aby utrzymać skórę nawilżoną i obniżać temperaturę ciała. Zachowania takie jak łączenie się w pary i narodziny mogą następować w wodzie lub na lądzie. Hipopotam karłowaty jest roślinożerny, żywi się m.in. paprotnikami, roślinami dwuliściennymi, trawami i owocami znalezionymi w lasach.
Jako rzadki i prowadzący nocny tryb życia, jest trudny do obserwacji w naturalnym środowisku, w dodatku żyje w krajach, w których częściej występują konflikty wewnętrzne. Hipopotam karłowaty prowadzi głównie samotniczy tryb życia. Czasami hipopotamy karłowate są widywane w parach lub trójkach, lecz nigdy w dużych grupach jak hipopotamy nilowe. Nie przejawia instynktu terytorialnego.
Do dziewiętnastego wieku hipopotam karłowaty był nieznany poza Afryką Zachodnią. Gatunek sprowadzony został do ogrodów zoologicznych na początku XX wieku, dobrze rozmnażał się w niewoli i większość badań była przeprowadzana na okazach z zoo. Obecnie więcej okazów przeżywa w niewoli niż na wolności. IUCN szacuje, że na wolności żyje mniej niż 3000 hipopotamów karłowatych. Gatunek jest narażony na utratę siedlisk z powodu wycinki lasów i powstawania w ich miejsce terenów rolnych. Zagrożeniem dla hipopotamów karłowatych są również kłusownicy, myśliwi, naturalni drapieżnicy oraz wojny.

## Taksonomia i pochodzenie
Nazewnictwo hipopotama karłowatego pochodzi od hippopotamus. Samiec hipopotama karłowatego określany jest nazwą byk, samica to krowa, a młode jest nazywane cielakiem.

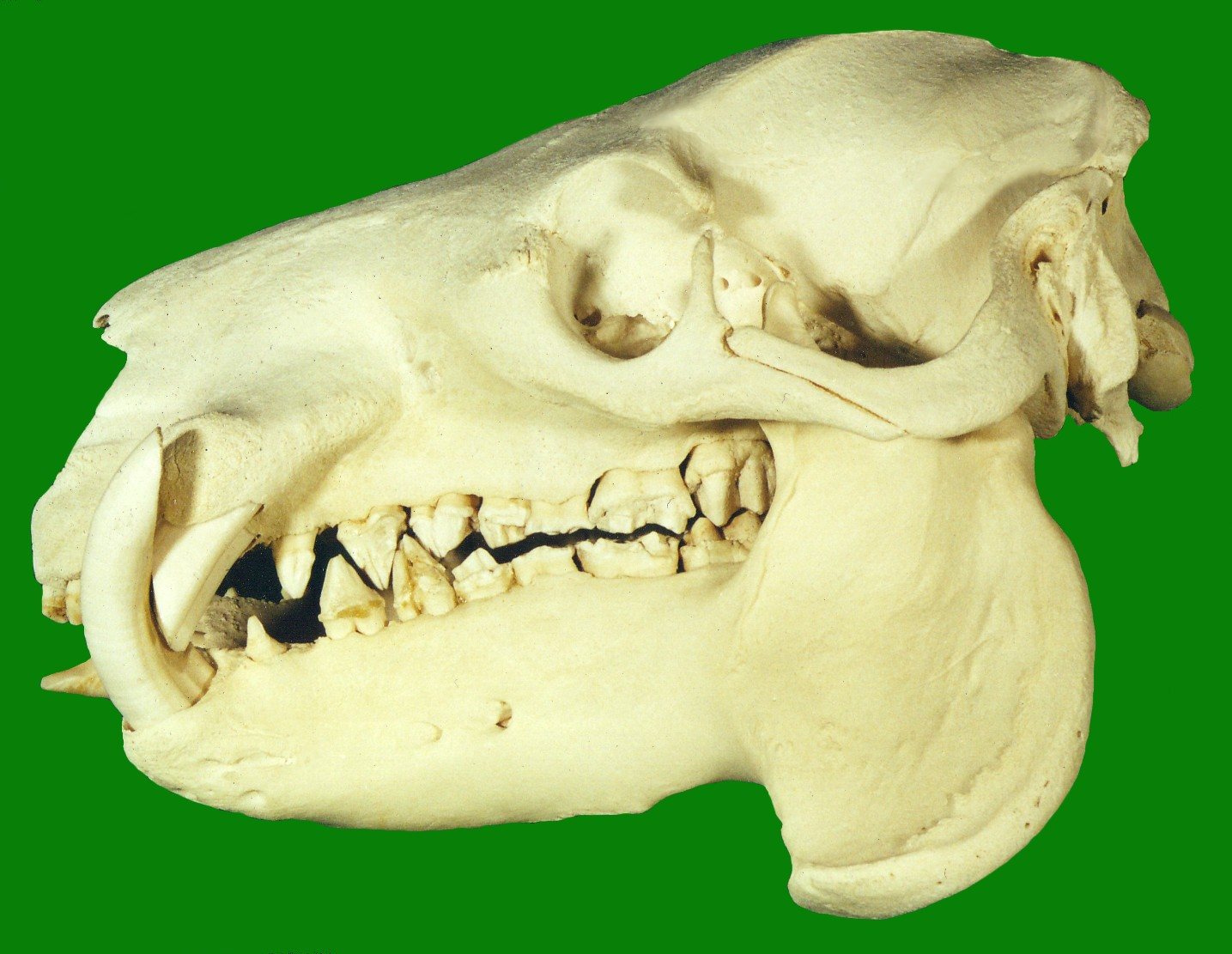
Czaszka hipopotama karłowatego

Hipopotam karłowaty należy do rodziny hipopotamowatych, gdzie jest sklasyfikowany jako członek rodzaju Choeropsis lub Hexaprotodon. Hipopotamowate są klasyfikowane czasami jako podrodzina Hippopotaminae. Z kolei inni taksonomowie grupują hipopotamy w rodzinie Anthracotheriidae, nadrodzinie Anthracotheroidea lub Hippopotamoidea.
Gatunkiem spokrewnionym z hipopotamem karłowatym mógł być słabo poznany Hippopotamus madagascariensis (klasyfikowany również jako Choeropsis madagascariensis lub Hexaprotodon madagascariensis), jeden z trzech wymarłych obecnie gatunków z Madagaskaru. H. madagascariensis był rozmiaru C. liberiensis, wykazywał podobny terytorializm, również zamieszkiwał leśne wyżyny Madagaskaru zamiast otwartych terenów rzecznych. Uznaje się, że wyginął w czasie ostatnich pięciuset lat.
Taksonomia rodzaju hipopotama karłowatego zmieniła się w momencie, w którym zrozumiano, w jaki sposób zwierzę to rozwinęło się. Samuel George Morton początkowo sklasyfikował je jako Hippopotamus minor, lecz później jego wyraźnie odrębne cechy zadecydowały o nadaniu mu własnego rodzaju i oznaczeniu go jako Choeropsis. W 1977 Corydon stwierdził, iż hipopotam karłowaty jest w istocie blisko spokrewniony z Hexaprotodon, rodzajem składającym się z prehistorycznych hipopotamów, głównie pochodzących z Azji. Twierdzenie to spotkało się z powszechną akceptacją, zanim Boisserie po dokładnym zbadaniu filogenezy hipopotamowatych, w 2005 stwierdził, że hipopotam karłowaty nie należał do Hexaprodoton, zasugerował natomiast, że hipopotam karłowaty należy do osobnego rodzaju, i tak zwierzę powróciło do Choeropsis. Ówczesny hipopotam karłowaty jest zgodnie uznawany za H. liberiensis lub C. liberiensis i jest jedynym żyjącym przedstawicielem swojego rodzaju.

### Nigeryjskie odmiany hipopotama karłowatego
Odrębny podgatunek hipopotama karłowatego żył w Nigerii do końca dwudziestego wieku. Obecność tego podgatunku zdeterminowała uznanie Choeropsis liberiensis liberiensis (a w starej nomenklaturze Hexaprotodon liberiensis liberiensis) jako pełnej, trynominalnej nomenklatury dla liberyjskiego hipopotama karłowatego. Podgatunek nigeryjskiego hipopotama karłowatego nigdy nie został zbadany w jego naturalnym środowisku i nigdy nie został schwytany. Wszystkie okazy jakie przebadano oraz zgromadzono w zoo należały do podgatunku liberyjskiego. Podgatunek nigeryjski klasyfikuje się jako C. liberiensis heslopi.
Nigeryjskie hipopotamy karłowate występowały do niedawna w Delcie Nigru, szczególnie nieopodal Port Harcourt. Obecnie uważa się je za wymarłe. Podgatunek ten oddalony był 1800 km od Dahomey Gap, pustyni dzielącej dwa obszary leśne Afryki. Hipopotam ten otrzymał swoją nazwę po I.R.P. Heslopie, który jak twierdził, zastrzelił kilka okazów w Delcie Nigru i zgromadził ich czaszki. Oszacował on również, iż na tym terenie pozostało nie więcej niż 30 sztuk hipopotamów.
Heslop wysłał 4 spośród zgromadzonych przez niego w Nigerii czaszek hipopotamów do G.B. Corbeta, który stwierdził, że należą one do przedstawicieli należących do osobnego podgatunku, bazując na proporcjach badanych przez niego czaszek. Nigeryjskie hipopotamy karłowate były widziane lub też do nich strzelano w stanach Rivers, Imo i Bayelsa w Nigerii. Słabo udokumentowana historia tego gatunku została sporządzona w regionach, w których ludność była świadoma jego dawnej obecności.

### Ewolucja

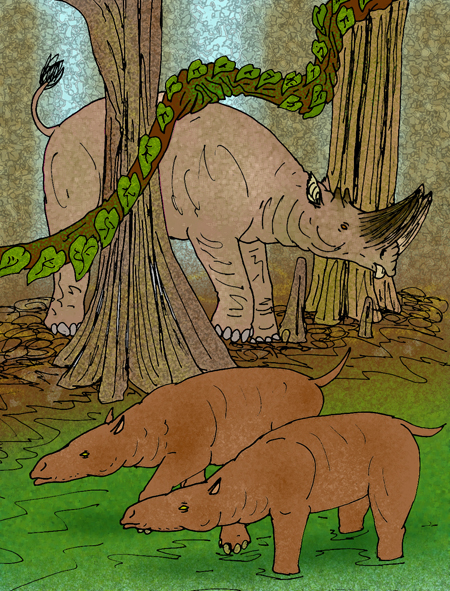
Arsinoitherium zitteli (góra) i Bothriogenys fraasi (dół). Anthracotheriidae takie jak Bothriogenys przypominają hipopotamy karłowate i są prawdopodobnie ich przodkami

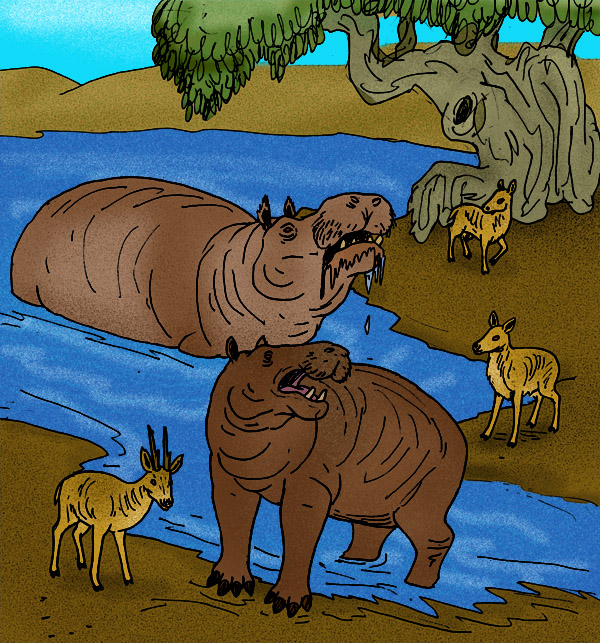
Hipopotam kreteński (H. creutzburgi) był takich samych rozmiarów jak hipopotam karłowaty, lecz bliżej spokrewniony z hipopotamem nilowym

Ewolucja hipopotama karłowatego jest najczęściej badana w odniesieniu do jego większego kuzyna. Przez długi czas uważano, że są one najbliżej spokrewnione z rodziną świniowatych (reprezentowanych np. przez świnię domową lub pekari), lecz badania z ostatnich 10 lat wykazały, że największe powinowactwo hipopotamy nilowe i hipopotamy karłowate łączy z waleniami (których przedstawicielami są np. delfiny). Hipopotamy i walenie posiadają wspólnego wodno-lądowego przodka, który odgałęził się od pozostałych parzystokopytnych około 60 milinów lat temu. Ten hipotetyczny przodek prawdopodobnie rozdzielił się na dwie gałęzie około 6 milionów lat później. Jedna z gałęzi stała się linią ewolucyjną waleni, drugą gałąź stanowiły Anthracotheriidae, duża rodzina czworonożnych zwierząt, której najwcześniejsi członkowie z późnego eocenu przypominały wąskie hipopotamy ze stosunkowo małymi głowami.
Hipopotamowate są głęboko zagnieżdżone w rodzinie Anthracotheriidae. Najstarszy znany hipopotamowaty należy do rodzaju Kenyapotamus, który zamieszkiwał Afrykę od 16 do 8 milionów lat temu. Kenyapotamus jest znany jedynie dzięki fragmentarycznym wykopaliskom, lecz miał podobny rozmiar jako C. liberiensis. Uważa się, że miejscem ewolucji hipopotamowych była Afryka i w pewnym momencie rozwoju gatunki rozprzestrzeniły się w Azji i Europie, natomiast żaden hipopotam nie został nigdy znaleziony w Amerykach. Poczynając od 7,5 do 1,8 milionów lat temu, Archaeopotamus, prawdopodobny przodek rodzaju Hippopotamus i Hexaprotodon żył w Afryce i Bliskim Wschodzie.
Podczas gdy zapisy kopalne hipopotamów są wciąż słabo zrozumiałe, linie rozwojowe dwóch nowożytnych rodzajów Hippopotamus i Choeropsis mogły rozdzielić się już 8 milionów lat temu. Pierwotną formą hipopotama karłowatego mógł być rodzaj Saotherium. Saotherium i Choeropsis są wyraźnie bardziej bazalne niż Hippopotamus and Hexaprotodon i dlatego wykazują bliższe podobieństwo do przodka rodzaju hipopotamów.

### Prehistoryczne hipopotamy karłowate i lilipucie
Kilka gatunków hipopotamowatych wymarło w obrębie Morza Śródziemnego od późnego plejstocenu do wczesnego holocenu. Jednak gatunki te, znane czasami jako „hipopotamy lilipucie”, nie uważa się za blisko spokrewnione z C. liberiensis. Zaliczają się do nich hipopotam kreteński (Hippopotamus creutzburgi) z Krety, hipopotam sycylijski (Hippopotamus pentlandi) z Sycylii, oraz hipopotam maltański (Hippopotamus melitensis) z Malty.
Gatunki te, mimo iż porównywalne rozmiarem z hipopotamem karłowatym, zostały uznane jako hipopotamy lilipucie, nie zaś karłowate. Pochodzą one prawdopodobnie od pełnorozmiarowego gatunku hipopotama europejskiego i osiągnęły swój niewielki wzrost w procesie ewolucyjnym karłowacenia wyspowego, które jest powszechne na wyspach. Przodkowie hipopotama karłowatego byli zawsze mali, toteż w jego przypadku nie przebiegało karłowacenie wyspowe.

## Opis
Hipopotam karłowaty ma ten sam zarys formy jak hipopotam nilowy – gruby szkielet z czterema krótkimi kończynami, z których każda wyposażony jest w 4 palce wspomagające tęgą sylwetkę. Ciało jego, mimo iż tak wydatne, stanowi jedynie 1/4 masy hipopotama nilowego i połowę jego wysokości. Starsze hipopotamy karłowate mierzą 75–83 cm wysokości w barkach i 150–177 cm długości przy masie 180–275 kilogramów. W niewoli żyją 30–55 lat, lecz w ich naturalnym środowisku ich średni żywot jest zdecydowanie krótszy.

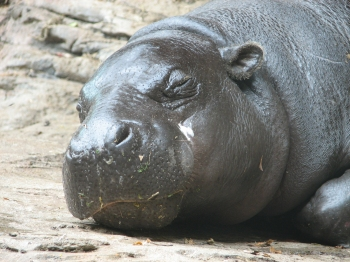
Hipopotam karłowaty odpoczywający w Louisville Zoo. Jego czaszka ma mniej wydatne nozdrza i oczodoły niż czaszka hipopotama nilowego

Skóra jest zielonkawo-czarna lub brązowa z kremowym odcieniem w dolnej części ciała. Ich skóra bardzo przypomina tą jaką posiadają hipopotamy nilowe, z cienkim naskórkiem okrywającym kilkucentymetrową skórę właściwą. Hipopotamy karłowate posiadają ten sam interesujący pot jaki można spotkać u hipopotamów nilowych, nadający zwierzęciu różowy odcień co czasami opisywano jako „krwawy pot”, lecz wydzieliną nie jest w żadnym wypadku ani krew ani typowy pot. Jest to silnie zasadowa substancja, która jak się uważa ma charakter antyseptyczny i działa jak filtr słoneczny. Skóra hipopotamów wysycha w znacznym tempie i pęka, stąd oba gatunki hipopotamów spędzają znaczną część czasu w wodzie.
Szkielet C. liberiensis jest mniejszy niż hipopotama nilowego, co oznacza, że kości go budujące są proporcjonalnie mniejsze. Grzbiet hipopotama nilowego jest równoległy z podłożem, zaś grzbiet hipopotama karłowatego opada ku przodowi, co jest wynikiem przystosowania się zwierzęcia do pokonywania gęstej roślinności leśnej w czasie wędrówek. Porównując, hipopotam karłowaty ma dłuższą szyję i nogi, lecz ma mniejszą głowę. Oczodoły i nozdrza hipopotama karłowatego są o wiele mniej wystające, co ukazuje kierunek adaptacyjny zwierząt wynikły ze spędzania znacznie mniejszej ilości czasu w głębokiej wodzie, (gdzie wystające nozdrza i oczy ułatwiają hipopotamowi nilowemu widzenie i oddychanie znad lustra wody przy prawie całkowitym zanurzeniu reszty ciała). Łapy hipopotama karłowatego są węższe, mają szerzej rozstawione palce ze zmniejszoną błoną pławną, co ułatwia poruszanie się po leśnym podłożu.  Adaptacje pozwalające hipopotamowi karłowatemu na prowadzenie życia ściślej związanego z lądem nie zmieniają faktu, iż jest on bardziej związany z wodą niż pozostałe zwierzęta parzystokopytne. Uszy i nozdrza hipopotama karłowatego mają silnie umięśnione zastawki wspomagające go w czasie nurkowania, zaś jego skóra jest fizjologicznie uzależniona od obecności wody.

## Zachowanie
Zachowanie hipopotama karłowatego różni się od jego popularnego kuzyna na wielu płaszczyznach. Wiele spośród jego zachowań behawioralnych przypomina te, jakimi odznacza się tapir, co jest efektem konwergencji. Podczas gdy hipopotam nilowy jest zwierzęciem stadnym, hipopotam karłowaty żyje samotnie lub w małych grupach, przeważnie w parach kopulacyjnych lub cielak z opiekującą się nim matką. W czasie spotkań wolą unikać swojej obecności niż prowadzić między sobą walki. Badania terenowe dowodzą, że rewir jaki wyznaczają dla siebie samce hipopotamów przekracza 185 ha, zaś samice mieszczą się w granicach pomiędzy 40 a 60 ha.

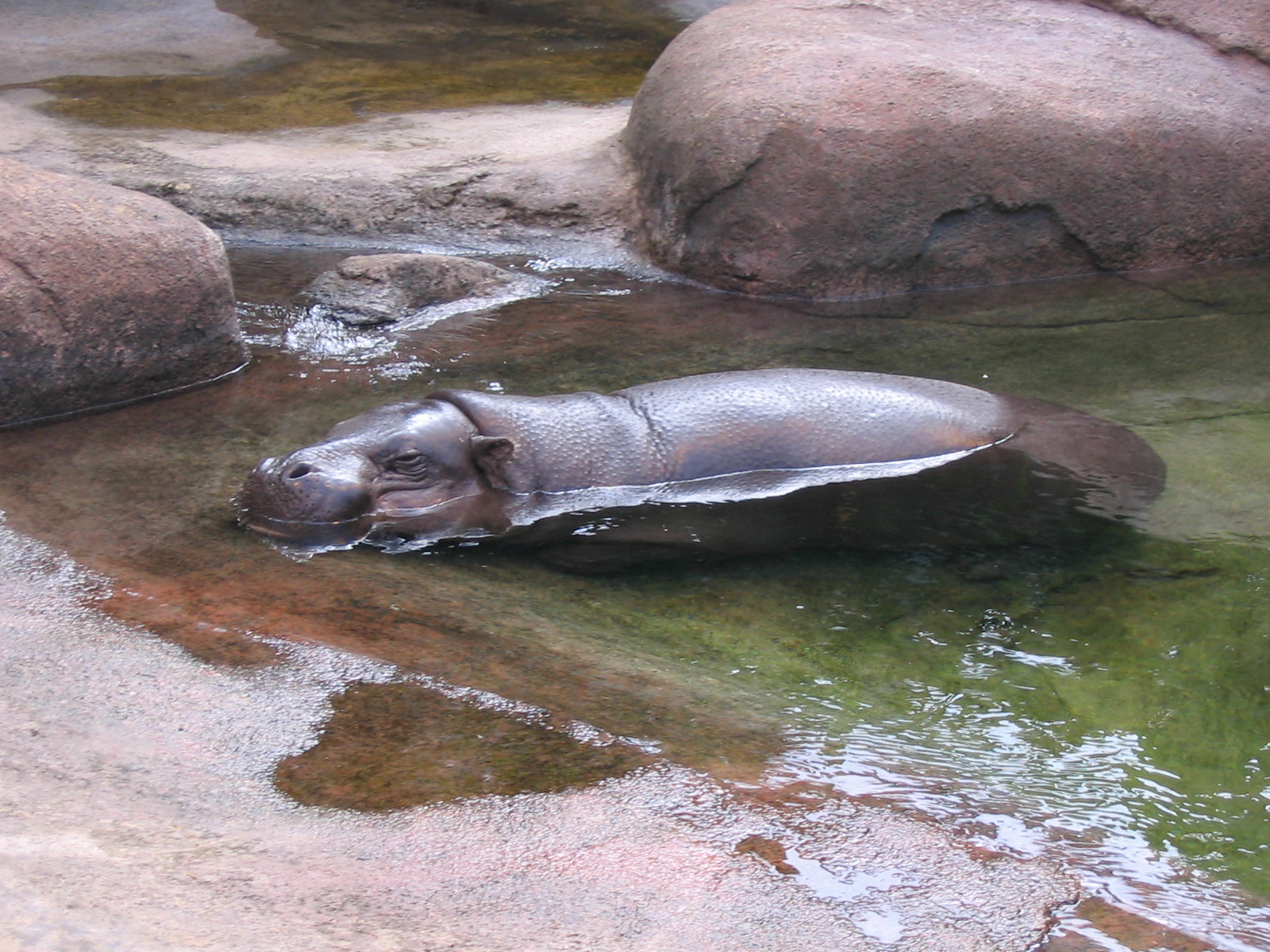
Hipopotam karłowaty odpoczywa w wodzie, co pomaga zapobiec wysychaniu i pękaniu skóry

Hipopotamy karłowate spędzają większość dnia ukrywając się w rzece i lubią pozostawać w wybranym przez siebie miejscu przez kilka dni, zanim wybiorą sobie następne. Niektóre użytkują nory i jamy utworzone w brzegach rzeki. Nie jest jednak wiadome, czy hipopotamy przyczyniają się do powstania wyżłobień w brzegach oraz jak częste jest ich spożytkowanie nor przez te zwierzęta. Inne parzystokopytne drążą jamy i nory, lecz nigdy nie zaobserwowano kopiącego hipopotama.

### Pożywienie
Podobnie jak hipopotamy nilowe, hipopotam karłowaty wyłania się z wody o zmierzchu, by zacząć żerowanie. Polegają na siatce ścieżek prowadzących przez gęstą leśną głuszę. Oznaczają swoje ścieżki poprzez intensywne kręcenie ogonem podczas defekacji rozrzucając wokół kał. Hipopotamy karłowate poświęcają około 6 godzin dziennie na żerowanie.
Hipopotamy karłowate należą do zwierząt roślinożernych. Co ciekawe, nie jedzą roślinności wodnej, trawę zaś jedzą sporadycznie, gdyż występuje ona rzadko w gęstych lasach, jakie zamieszkują hipopotamy. Większość diety hipopotamów stanowią paprocie, rośliny liściaste, a także opadłe z drzew owoce. Szeroka gama gatunków roślin, jakie spożywają hipopotamy, sugeruje, że są w stanie zjeść każdą dostępną roślinę. Ich dieta jest wyższa jakościowo od tej, jaką posiadają hipopotamy nilowe.

### Rozmnażanie

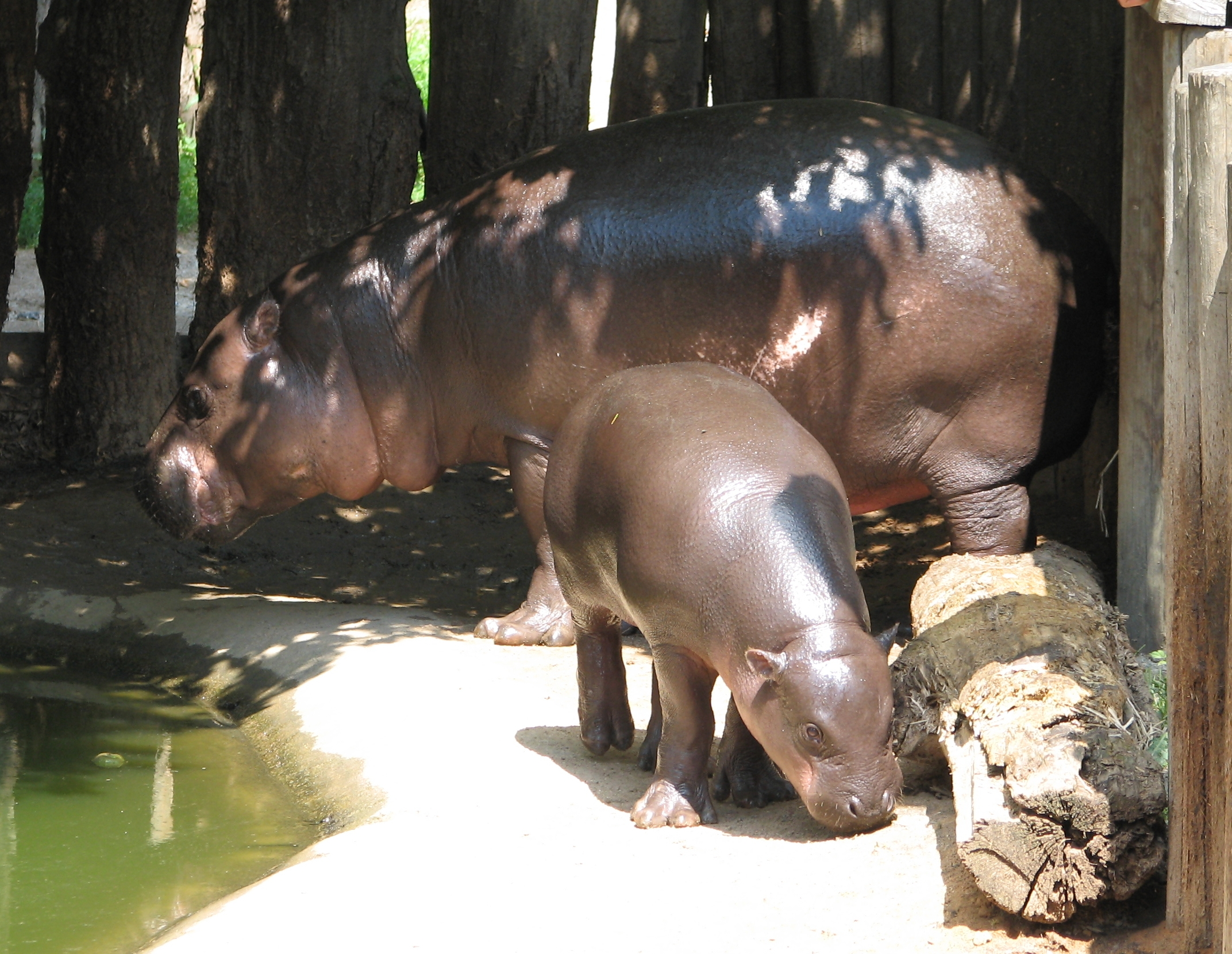
Młody hipopotam karłowaty stoi obok swoich rodziców w zoo w Jihlava w Czechach

Nigdy nie przeprowadzono badań dotyczących zachowań hipopotama podczas okresu godowego w środowisku naturalnym. Sztuczne warunki, jakie panują w niewoli, mogły sprawić, iż zwyczaje godowe hipopotamów, jakie obserwowano w zoo, różnią się od tych, jakie występują w naturze. Dojrzałość płciową osiągają w wieku 3–5 lat. Najmłodsze zaobserwowane hipopotamy wydające na świat potomstwo żyją w zoo w Bazylei w Szwajcarii. Na świat wydały młode, mając 3 lata i 3 miesiące. Cykl rozrodczy samicy hipopotama karłowatego trwa około 35,5 dnia, przy czym ruja właściwa waha się w granicach 24–48 godzin.
Hipopotamy karłowate łączą się w pary na czas godów, lecz długość związku nie jest znana. W zoo są hodowane w monogamicznych parach. Do zbliżenia dochodzi na lądzie lub w wodzie, od 1 do 4 razy w ciągu jednej rui. W niewoli hipopotamy karłowate mogą być poczęte i rodzić się o każdej porze roku. Czas ciąży mieści się w granicach 190–210 dni, w efekcie której przychodzi na świat zazwyczaj jedno młode, lecz zdarzają się również bliźniaki.
Hipopotamy nilowe rodzą się i kopulują tylko w wodzie, gdzie hipopotamy karłowate mogą się rodzić i kopulować zarówno w wodzie, jak i na lądzie. Młode osobniki karłowatych niemal natychmiast potrafią pływać. Po porodzie masa ciała waha się w przedziale 4,5–6,2 kg, gdzie samce są średnio 0,25 kg cięższe niż samice. Młode hipopotamy kończą ssać mleko matki pomiędzy 6 a 8 miesiącem życia. Przedtem nie towarzyszą matce, kiedy opuszcza ona wodę i udaje się do lasu żerować, lecz pozostają ukryte w wodzie. Matka udaje się do kryjówki młodego osobnika około 3 razy w ciągu dnia i nawołuje go do ssania pokarmu. Młody przystępuje do matki, kładąc się przy jej boku.

## Występowanie

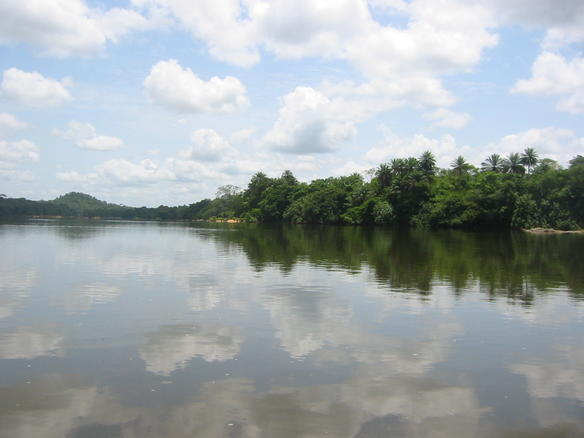
Niewielka populacja hipopotamów karłowatych żyje w gęstych lasach wyspy Tiwai w Sierra Leone

Zdecydowana większość hipopotamów karłowatych żyje w Liberii, niektóre małe grupy gromadzą się również w pobliżu liberyjskiej granicy: na Wybrzeżu Kości Słoniowej, w Gwinei i Sierra Leone. Chociaż zasięg występowania hipopotama nie został wyraźnie zmniejszony, jego populacja jest obecnie w stanie fragmentacji. C. liberiensis żyje wyłącznie w biegach rzek obszarów leśnych.
Populacja hipopotamów karłowatych ma swe siedliska w wielu lasach liberyjskich, gdzie największe ich skupisko można znaleźć w najbardziej chronionym obszarze kraju, w Parku Narodowym Sapo. Pozostałe populacje zaobserwowano w hrabstwach: Grand Kru, Grand Cape Mount, Grand Bassa, Grand Gedeh, Lofa, Maryland, Nimba oraz Sinoe. Badania tych populacji zostały jednakże utrudnione przez konflikty, takie jak Pierwsza Liberyjska Wojna Domowa i Druga Liberyjska Wojna Domowa. Na Wybrzeżu Kości Słoniowej hipopotamy karłowate zasiedlają kilka lasów wraz z tymi, które wchodzą w obszar Parku Narodowego Taï. W Gwinei hipopotamy karłowate żyją w Rezerwacie de Ziama przy granicy z Liberią. W Sierra Leone kilka małych populacja żyje w lesie Gola, na wyspie Tiwai na rzece Moa i w górach Loma.
W 1993 roku Międzynarodowa Unia Ochrony Przyrody oszacowała liczebność populacji hipopotamów karłowatych żyjących na wolności na 2000–3000 osobników, z których większość zamieszkuje teren Liberii. Najmniejsza populacja zamieszkuje Sierra Leone i 1993 roku oszacowana została na jedynie około 100 osobników. Z powodu pogarszających się warunków w Liberii, Czerwona księga gatunków zagrożonych w 2006 roku domniemywała, iż liczba ta prawdopodobnie zmniejszyła się, szczególnie z powodu utraty siedlisk.

## Zagrożenia
Największym zagrożeniem dla pozostałych populacji hipopotama karłowatego jest utrata siedlisk. Lasy zamieszkiwane przez hipopotama są miejscem wycinki drzew, osiedlania się ludzi oraz przekształcania w agrokultury i nie nakłada się dużych wysiłków do utrzymania zrównoważonego poboru drewna z lasów. Wraz z kurczeniem się lasów, populacja zwierząt ulega coraz większej fragmentacji, prowadząc do zubożenia różnorodności genetycznej potencjalnych osobników rozpłodowych.
Z powodu samotniczego trybu życia nie są głównym celem myśliwych, lecz bywają chętnie zabijane przez kłusowników o mniejszych umiejętnościach łowieckich. Mówi się, że mięso hipopotama karłowatego jest doskonałej jakości, jak mięso dzikiej świni, a w przeciwieństwie do hipopotama nilowego, zęby karłowatego nie posiadają żadnej wartości. Wpływ konfliktów zbrojnych w Afryce Zachodniej na populacje hipopotamów karłowatych jest nieznany, lecz nie wydaje się, aby miał on pozytywne strony. Dorosłe osobniki hipopotamów nilowych nie mają wrogów naturalnych, lecz hipopotamy karłowate padają ofiarami lampartów, pytonów i krokodyli. Nie wiadomo jednak, jak często się to zdarza.
C. liberiensis w 2007 r. został zanotowany w dziesiątce „gatunków ogniskowych” w projekcie Evolutionarily Distinct and Globally Endangered (EDGE) species (gatunki Odrębne Ewolucyjnie i Globalnie Zagrożone). EDGE oznacza gatunki odrębne ewolucyjnie wymagające lepszej ochrony zapobiegającej wymarcie. Na liście tej obok hipopotama znalazły się: prakolczatka górska, almik haitański, wielbłąd dwugarbny, baji chiński, lori, hirola okularowa, sorkonos złotozady, świnionos malutki i skoczek długouchy.
Pomimo zagrożenia w środowisku naturalnym, hipopotamy chętnie rozmnażają się w zoo. Pomiędzy rokiem 1970 a 1991 populacja hipopotamów urodzonych w niewoli uległa nawet więcej niż podwojeniu. Przetrwanie gatunku jest bardziej pewne w zoo niż w ich naturalnych siedliskach. Osobniki będące w niewoli żyją od 42 do 55 lat, lecz hipopotamy na wolności nie dożywają takiego wieku. Od 1919 roku jedynie 41% hipopotamów karłowatych urodzonych w zoo było samcami.
Pierwszy hipopotam karłowaty został sprowadzony do Europy w 1873 roku po pojmaniu go w Sierra Leone przez członka Brytyjskiej Służby Kolonialnej, jednak zmarł niedługo po przyjeździe. Hipopotamy karłowate zostały z powodzeniem introdukowane do Europy w 1911 roku. Najpierw przewieziono je statkiem do Niemiec, a następnie do Bronx Zoo w Nowym Jorku, gdzie się rozwijały.
W 1927 Harvey Firestone z Firestone Tires zaprezentował hipopotama karłowatego o imieniu Bill prezydentowi Stanów Zjednoczonych Calvinowi Coolidge'owi. Coolidge przekazał Billa do Smithsonian National Zoological Park, które to zoo twierdzi, iż Billy jest protoplastą wszystkich hipopotamów karłowatych przebywających w każdym zoo w U.S.A. po dziś dzień.

## Historia i folklor

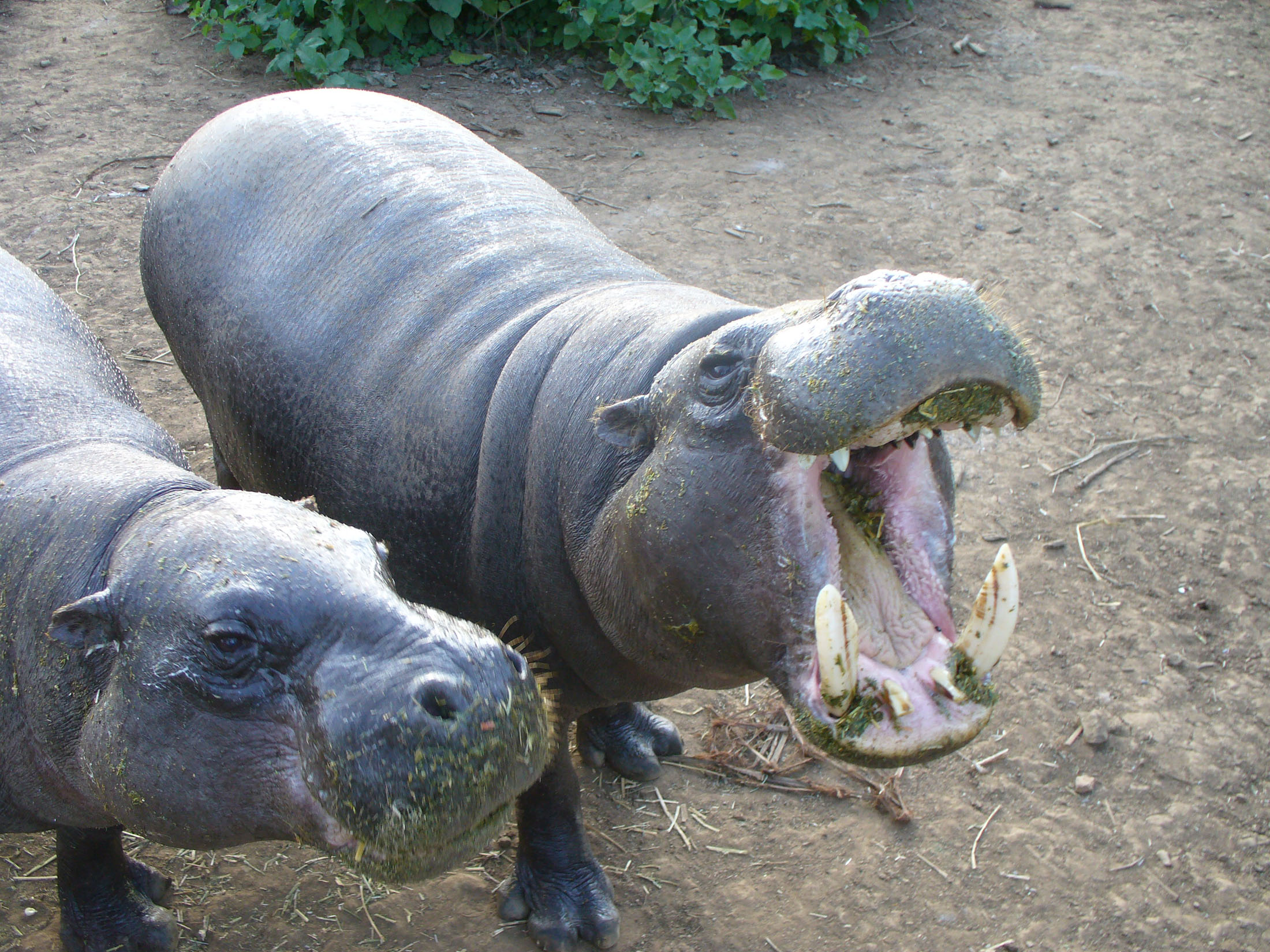
Głodny hipopotamek

Podczas gdy hipopotam nilowy znany był Europie od antyku, tak hipopotam karłowaty pozostał znany jedynie w obrębie terytorium swego występowania we Afryce Zachodniej aż do XIX wieku. Z powodu swego nocnego trybu życia pośród lasów były również słabo poznane przez ludy z nim sąsiadujące. W Liberii zwierzę tradycyjnie zwano krową wodną.
Wczesne relacje błędnie identyfikowały zwierzę jako dzikie świniowate. Szereg czaszek tegoż gatunku zostało przekazanych amerykańskiemu przyrodnikowi Samuelowi Mortonowi, w czasie jego pobytu w mieście Monrovia, stolicy Liberii. Morton pierwszy raz opisał gatunek w 1843. Pierwsze okazy zostały pozyskane jako część kompleksowego badania fauny liberyjskiej przeprowadzonej w latach 70. i 80. XIX wieku przez dra Johanna Büttikofera. Okazy te przeniesiono do Muzeum Historii Naturalnej w Lejdzie w Holandii.
Zebrano wiele opowieści ludowych o hipopotamach karłowatych. W jednej z nich hipopotam dzierży lśniący diament w swych wargach, by pomóc sobie w czasie nocnych podróży przez gęsty las. Za dnia hipopotam chowa go w swej sekretnej kryjówce, lecz jeśli łowca pochwyci zwierzaka, może zdobyć również jego diament. Mieszkańcy okolicznych wsi wierzyli poniekąd, że młode hipopotamy karłowate nie ssą mleka, lecz zlizują wydzieliny ze skóry matki.
W 2024 roku Moo Deng, hipopotamka karłowata z Tajlandii (Khao Keow Open Zoo) stała się internetową sensacją i memem.